# Sainte-Jamme-sur-Sarthe
Sainte-Jamme-sur-Sarthe est une commune française située dans le département de la Sarthe en région des Pays de la Loire, peuplée de 1 964 habitants (les Saint-Jammois ou Saint-Jammiens).
La commune fait partie de la province historique du Maine, et se situe dans la Champagne mancelle.

## Géographie

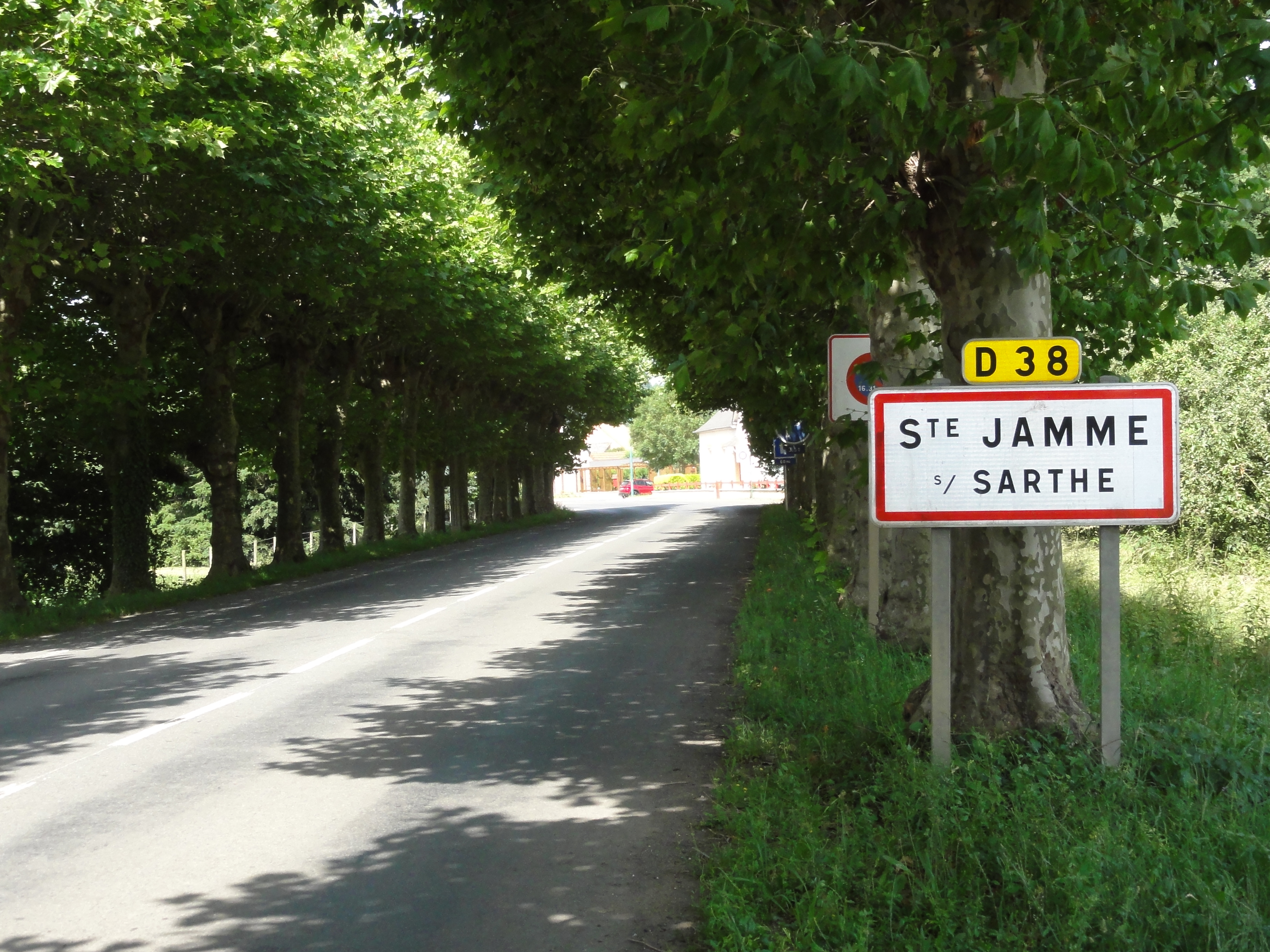
Entrée de Sainte-Jamme-sur-Sarthe.

La commune de Sainte-Jamme-sur-Sarthe se situe à proximité de la route nationale 138, à 15 kilomètres au nord du Mans. Elle fait partie du canton de Bonnétable. La rivière la Sarthe sépare Sainte-Jamme-sur-Sarthe de Montbizot.

### Communes limitrophes
|           | Saint-Jean-d'Assé       |           |
|           | Sainte-Jamme-sur-Sarthe | Montbizot |
| La Bazoge |                         | Souillé   |

### Climat
Pour des articles plus généraux, voir Climat des Pays de la Loire et Climat de la Sarthe.
En 2010, le climat de la commune est de type climat océanique dégradé des plaines du Centre et du Nord, selon une étude du CNRS s'appuyant sur une série de données couvrant la période 1971-2000. En 2020, Météo-France publie une typologie des climats de la France métropolitaine dans laquelle la commune est dans une zone de transition entre le climat océanique et le climat océanique altéré et est dans la région climatique  Moyenne vallée de la Loire, caractérisée par une bonne insolation (1 850 h/an) et un été peu pluvieux. 
Pour la période 1971-2000, la température annuelle moyenne est de 11,1 °C, avec une amplitude thermique annuelle de 13,9 °C. Le cumul annuel moyen de précipitations est de 703 mm, avec 11,8 jours de précipitations en janvier et 6,9 jours en juillet. Pour la période 1991-2020, la température moyenne annuelle observée sur la station météorologique de Météo-France la plus proche, « Marolles Les Braults », sur la commune de Marolles-les-Braults à 15 km à vol d'oiseau, est de 11,8 °C et le cumul annuel moyen de précipitations est de 702,5 mm,. Pour l'avenir, les paramètres climatiques de la commune estimés pour 2050 selon différents scénarios d'émission de gaz à effet de serre sont consultables sur un site dédié publié par Météo-France en novembre 2022.

## Urbanisme

### Typologie
Au 1er janvier 2024, Sainte-Jamme-sur-Sarthe est catégorisée bourg rural, selon la nouvelle grille communale de densité à sept niveaux définie par l'Insee en 2022.
Elle appartient à l'unité urbaine de Sainte-Jamme-sur-Sarthe, une agglomération intra-départementale regroupant deux  communes, dont elle est ville-centre,,. Par ailleurs la commune fait partie de l'aire d'attraction du Mans, dont elle est une commune de la couronne,. Cette aire, qui regroupe 144 communes, est catégorisée dans les aires de 200 000 à moins de 700 000 habitants,.

### Occupation des sols
L'occupation des sols de la commune, telle qu'elle ressort de la base de données européenne d’occupation biophysique des sols Corine Land Cover (CLC), est marquée par l'importance des territoires agricoles (74,8 % en 2018), en diminution par rapport à 1990 (79,1 %). La répartition détaillée en 2018 est la suivante : 
terres arables (40,5 %), prairies (18,3 %), zones agricoles hétérogènes (16,1 %), zones urbanisées (10,2 %), forêts (9,1 %), zones industrielles ou commerciales et réseaux de communication (5,9 %). L'évolution de l’occupation des sols de la commune et de ses infrastructures peut être observée sur les différentes représentations cartographiques du territoire : la carte de Cassini (XVIIIe siècle), la carte d'état-major (1820-1866) et les cartes ou photos aériennes de l'IGN pour la période actuelle (1950 à aujourd'hui).

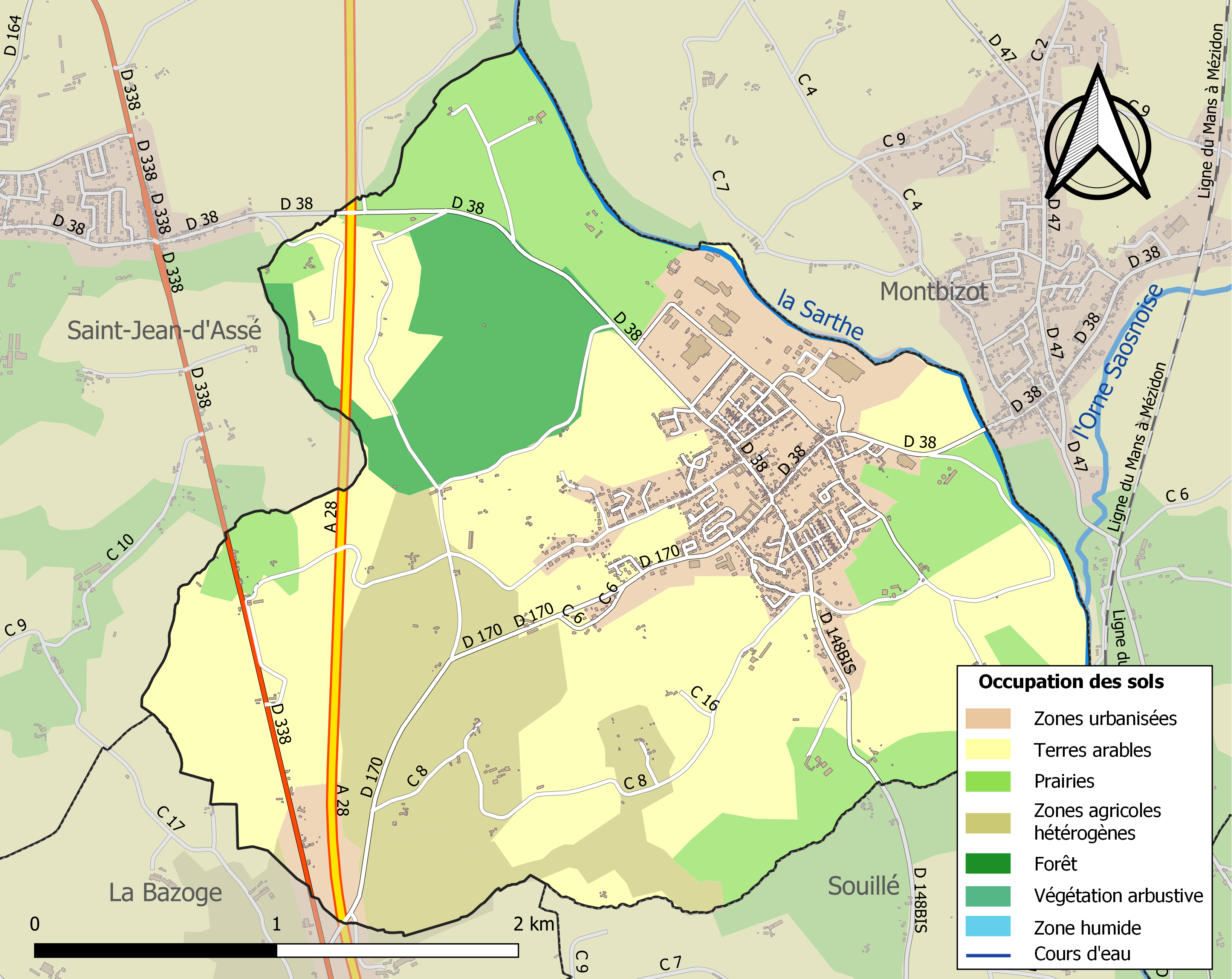
Carte des infrastructures et de l'occupation des sols de la commune en 2018 (CLC).

## Histoire

### Les fonderies d'Antoigné
(août 2019).
Si vous disposez d'ouvrages ou d'articles de référence ou si vous connaissez des sites web de qualité traitant du thème abordé ici, merci de compléter l'article en donnant les références utiles à sa vérifiabilité et en les liant à la section « Notes et références ».

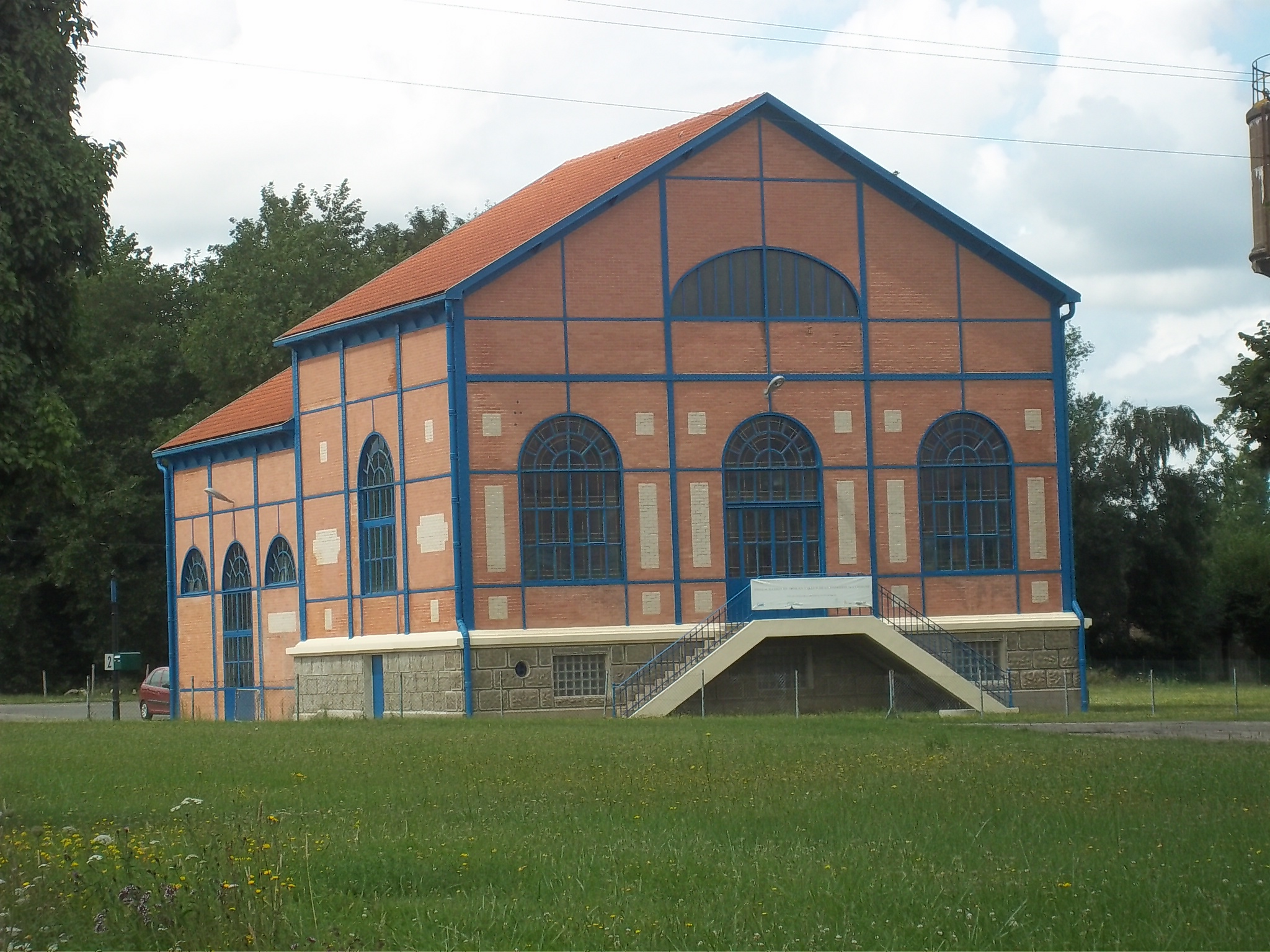
Les fonderies d'Antoigné.

Sur la commune de Sainte-Jamme subsistent de nombreux témoignages du prestigieux passé des fonderies d'Antoigné. Son ancienne cantine, transformée en musée, retrace une partie de ce passé. Elle peut être visitée sur demande auprès de l'Association des anciens fondeurs.

#### Petit rappel historique
Des origines de la métallurgie du fer en Pays du Mans
Vers le VIIe siècle av. J.-C., moment de l’apparition de la sidérurgie européenne, le Maine connaît une activité sidérurgique importante basée sur la technique de la réduction directe du métal.
Les fouilles effectuées lors des travaux de la construction de l’autoroute A28, ont permis de mettre au jour de nombreux bas fourneaux sur la commune voisine de La Bazoge (environ 178 répartis sur 9 sites).
Vers le haut fourneau et la naissance de la grosse forge d’Antoigné
L’obtention du fer au haut fourneau par la méthode directe fournissait un fer de qualité généralement bonne; par contre, le rendement quantitatif était très faible. Mais la maîtrise de l’énergie hydraulique va apporter une véritable révolution dans la sidérurgie.
Les forgerons vont capter des cours d’eau et des étangs. Cette eau va être amenée sur des roues à aubes, véritables moteurs hydrauliques permettant d’actionner :
- de gros soufflets excitant la combustion à l’intérieur du haut fourneau. Cette nouvelle donnée technologique permet d’augmenter la température du métal et ainsi, d’obtenir la fusion du métal.
- Les mécanismes actionnant les lourds marteaux de la forge.
- Les mécanismes de la fenderie (lieu où on fend le fer), ancêtre des laminoirs, donnant au métal sa forme définitive avant sa vente.
- Divers soufflets pour la forge et la fenderie.

Cette maîtrise de la puissance hydraulique permet l’avènement de fourneaux de hautes dimensions. Les forgerons passent du bas fourneau à la technologie du haut fourneau.
Cette nouvelle sidérurgie va prendre différentes appellations :
- La sidérurgie indirecte (fusion au haut fourneau, puis affinage du métal aux fours d’affinage)
- La forge à deux temps.

Cette nouvelle technologie, née dans la région rhénane au XIVe siècle, arrive dans le Maine vers 1520-1540.
D’artisanale, l’obtention du fer devient industrielle, mobilisant par conséquent des fonds monétaires importants.
La nouvelle technologie du haut fourneau ne peut se développer sur le site de métallurgie primitive de La Bazoge manquant d’un élément essentiel, l’eau, ou du moins d’une rivière au débit suffisant.
Les bas fourneaux disparaissent…
Une grosse forge s’installe au XVIIe siècle à Antoigné, lieu-dit au nord du territoire communal actuel, sur la rive de la Sarthe.
Les éléments nécessaires à l’élaboration du fer dans cette forge sont les suivants :
- Une forêt abondante pour fournir le combustible, le charbon de bois.

Pour obtenir 1 kg de fer, il faut 4 kg de charbon de bois (on notera toutefois la relative faiblesse de la forêt de Lavardin, des bois de La Milesse et de La Bazoge, soit au total seulement 850 hectares affectés à la forge — bois appelé également bois d’affouage).
Viendront s’y ajouter les bois et forêts d’Antoigné, Mézières, Neuville, Bonnétable, Tucé, Chérancé.
En cas de besoin, les forgerons achètent par adjudication du bois dans les forêts domaniales de Sillé-le-Guillaume et de Perseigne.
- Des minerais de fer en quantité et qualité suffisantes issus des mines de La Bazoge, Sainte-Sabine, La Chapelle-Saint-Aubin, Rouillon…
- Un cours d’eau puissant, régulier, capable d’être capté pour être amené sur les roues à aubes.
- Des carrières de calcaire, utilisées dans le haut fourneau pour agglomérer les déchets présents dans le four afin de les éliminer.

Propriétaires et maîtres de Forges — des Beaumanoirs de Lavardin à Charles Douet — Grandeur, difficultés et renouveau
Les Beaumanoirs de Lavardin, fondateurs des grosses forges d’Antoigné.
Exploitées avant 1618, les forges ne sont mentionnées par écrit qu’à cette date et sont exploitées par un nommé La Royrie (ou Raoul de la Royrie). Elles auraient été construites pour un très grand seigneur manceau, Jean de Beaumanoir, maréchal de France sous Henri IV et marquis de Lavardin, ou pour son fils et ce, afin de mettre en valeur les forêts de la terre de Lavardin. Elles resteront aux mains de la famille des Beaumanoir (malgré une vente en 1705 à René III de Froullay, comte de Tessé et cousin des Beaumanoir), jusqu'à la mise sous séquestre en 1791.
En 1798, la forge fut adjugée pour 2 010 000 francs à Nicolas Jacques Augustin Hébert de Hauteclerc, ingénieur des Ponts et Chaussées, originaire d’Alençon.
Toutefois, ces seigneurs ne dirigent pas eux-mêmes ces établissements ; ils sont baillés à des maîtres de forges.
Les maîtres de forge, gestionnaires des lieux.
De nombreux marchands ferronniers manceaux ou normands, détenteurs des capitaux et réseaux commerciaux, vont diriger les forges jusqu’à la fin du XVIIIe siècle. Ils louent la forge contre un loyer en argent et sont responsables de la gestion de l’établissement pendant 6 à 9 ans, ainsi que de la vente de la production. Ces maîtres de forge doivent donc avoir une solide assise financière pour supporter le prix du loyer et la constitution d’un stock de matières premières, parfois plusieurs années avant le début du bail. Toutefois, l’affaire semble rentable, telle celle des Desportes, famille mancelle qui fut à la tête de différents établissements du Maine dont Antoigné aux XVIIe et XVIIIe siècles, ainsi que des forges de Cormorin à Champrond. Ce fut d’ailleurs cette famille qui introduisit le moulage de la poterie (marmite, chaudrons, poêlons, crêpières) et de la poêlerie (plaque de cheminée, contre cœurs, réchauds, poêles, fourneaux à faire des confitures) vers 1748.
Révolution française et forges, le temps des incertitudes
La Révolution voit un changement de propriétaire des forges, mais pas du mode de gestion. L’usine connaît toutefois une crise inhérente à deux facteurs : la médiocrité du minerai de fer local et les difficultés liées à son transport. D'autres difficultés sont à surmonter : la concurrence des fers du Berry ou du Nivernais et celle d’établissements utilisant la houille à la manière anglaise et produisant fonte et fer à moindre coût, sans parler des fers étrangers (Suède et Espagne).
De nombreuses fois vendue et mise en gestion lors des années qui suivirent la Révolution, la forge fut louée en 1827 à un grand propriétaire-cultivateur et naturaliste manceau célèbre, Charles Drouet. Il diversifia la production en fonte d’architecture et d’ornement, prisée à l’époque. Après cette période de redressement, les forges furent louées à Isidore Buon qui fit faillite en 1848. Les Duboys d’Angers cessent d’affermer l’usine et louent une partie des bâtiments, reconvertis quelque temps pour la fabrication du chanvre…
La dynastie des Chappée, fondation et rayonnement (1854-1922)
Le fondateur Victor Doré.
En 1854, Victor Doré et son associé Joseph Chevé, anciens ouvriers d’Antoigné qui possèdent déjà une usine de première fusion au Mans, louent l’usine à Madame de Puisard, descendante des Duboys d’Angers. Dès leur arrivée, ils font construire un haut fourneau qui sera incendié en 1859. Cette date est une charnière technique, car elle marque la fin du haut fourneau à Antoigné. Celui-ci est, en effet, remplacé par un cubilot pour la seconde fusion.
En novembre 1860, Victor Doré reste seul patron des usines du Mans et d’Antoigné. Trois ans plus tard, l’usine produit 24 tonnes de moulage par jour, obtenues à partir de fonte anglaise. La production va encore croissante, car le nombre d’ouvriers passe de 166 en 1863 à 240 en 1865.
Ayant fait progresser l’usine de manière remarquable, Victor Doré se retire en 1875 et partage ses usines entre ses deux filles. Antoigné va revenir à Victorine, l’épouse d'Armand Chappée, lui-même comptable dans la société dès 1856.
Armand ou l’artisan de la construction du groupe Chappée
En 1881-1882, Armand Chappée va profiter d’un vent de croissance apporté par le chemin de fer et le télégraphe qui a d’énormes besoins en matière première. Lorsqu’il obtient le Grand prix de fonderie à l’Exposition universelle de 1889 après une première participation en 1878, sa production journalière est de 100 tonnes de moulage par jour.
Après une période faste de 10 années, les marchés s’essoufflent, notamment face à la concurrence des grandes forges de l’Est de la France aux dépens de celles de l’Ouest. Obligation est donc de trouver de nouveaux produits et de toujours innover pour faire face à cette concurrence. De nombreux produits sont donc élaborés pour permettre une meilleure compétitivité de l’entreprise.
En 1895, avec son fils cadet Louis, Armand Chappée fonde la société « Chappée et fils » et associe son fils aîné, Julien, en 1896. À partir de 1897, la fabrication en série de radiateurs en fonte, dont les premiers modèles sont présentés avec une chaudière à l’Exposition universelle de 1900, inaugure une nouvelle phase d’expansion pour le groupe. La Première Guerre mondiale va permettre de continuer cette expansion, car l’usine se transforme en pourvoyeur d’obus de différents calibres pour le front et se met ainsi au service de l’artillerie et du génie français. L’usine est donc particulièrement dynamique en 1922, lorsque meurt Armand Chappée, grand artisan de cette construction.
De la ruine des Chappée à la Société générale de fonderie (1922-1983)
- La guerre des héritiers

Le décès d’Armand Chappée entraîne la dissolution de la Société Chappée et fils et inaugure la création de la Société anonyme des établissements Chappée par ses fils Louis et Julien et par ses petits-fils Pavin, Gervais et Benoît. Cette date de 1922 marque également le début du conflit entre les héritiers.
Depuis 1892, Louis travaille avec son père dans l’usine, tandis que Julien est attiré par la peinture et l’écriture. Toutefois, intéressé par les bénéfices du groupe et poussé par l’ambition de sa femme et de ses fils, Julien se trouve une âme de fondeur à l'âge de 60 ans et entre en compétition avec son frère. Il impose également ses trois fils qui n’ont aucune connaissance de la fonderie. Louis n’ayant pas d’héritier, Julien pense qu’il incarne l’avenir de la Maison Chappée.
Après quatre ans de querelles intestines au sein du groupe, Louis, qui a fait entrer dans la société un de ses employés, Emmanuel Letourneux, pour modérer son frère, ne parvient pas à ses fins. Las de ces conflits, il cède ses parts en 1926 à Julien, se retire de l’usine qu’il laisse en pleine prospérité et quitte également son mandat de maire de Sainte-Jamme-sur-Sarthe.
- Vers la Société générale de fonderie

Il ne faudra que quelques mois pour que Julien et ses fils accumulent des résultats désastreux, malgré les conseils de Letourneux. Avant d’aller à la ruine, ils décident de céder l’industrie qui a vu se succéder trois générations de Chappée. L’entreprise est revendue à Jean Raty, gérant de la Société des hauts fourneaux de Saulnes en Lorraine, qui crée la Société générale de fonderie.
Après la Seconde Guerre mondiale, l’usine d’Antoigné, intégrée à la Générale de fonderie, va pleinement profiter de la reconstruction et de l’augmentation du niveau de vie. Avec la généralisation du chauffage central, la production des radiateurs devient une excellente affaire. L’entreprise atteint 1 800 personnes dans les années 1960. Après la mécanisation des années 1959 et 1960, la production de radiateurs, principale production de l’usine, peut atteindre 400 000 éléments par an et l’usine est en pleine expansion. Toutefois, à cette période, l’entreprise achète des usines tous azimuts sans prendre en compte le développement du chauffage électrique et les conséquences du premier choc pétrolier. L’usine va progressivement péricliter jusqu'à sa fermeture en 1984.

#### L’usine — extension et agrandissement entre leXVIIIeet leXXesiècle
Quelques bâtiments
- La 23 : ce bâtiment a pris la dénomination de son année de construction (1923). Construit pour répondre aux besoins du chauffage central, il sera la force et la faiblesse de l’usine. Force, car il s’affirmera comme un outil de production particulièrement performant pour la fabrication de radiateur, mais aussi faiblesse, car la Générale de fonderie cantonnera Antoigné dans une fabrication mono-produit qui conduira à la fermeture de l’usine.
- Cayenne : à l’origine de l’usine, Cayenne était une fonderie de première fusion qui traitait le minerai extrait de La Bazoge, venant à dos de mulets. Ultérieurement, l’atelier a été reconverti en chantier de « tuyaux debout », surnommé ainsi à cette époque par les ouvriers qui coulaient des tuyaux debout dans des fosses de 4 à 5 mètres de profondeur, correspondant à la hauteur des tuyaux. La chaleur, notamment lors du portage des poches de 150 kg de fonte en fusion, et la rudesse du travail dans cet atelier, ont fait l’assimiler au bagne de Cayenne où étaient déportés les prisonniers français au XIXe siècle.
- Nouméa : à côté de Cayenne, Nouméa était également un chantier de tuyaux debout. En été, la température avoisinait les 40 à 50e dans la fosse. Le fondeur devait y descendre 40 fois par jour au moyen d’une simple échelle appuyée sur la paroi.
- L’Élysée était un chantier beaucoup moins pénible. On y fabriquait des tuyaux de 60 ou de 40, plus faciles à mouler. En général, les ouvriers affectés à cet atelier n’étaient pas des fortes têtes et étaient moins forts physiquement que ceux de Cayenne ou Nouméa. Ces chantiers ont été fermés en 1944-1945.
- Robinson : ce chantier fut monté pendant la Première Guerre mondiale pour la fabrication des obus. Situé sur la presqu’île de la Sarthe à laquelle on accédait par une passerelle, bien isolé au milieu des eaux paisibles de la Sarthe, il bénéficiait d’une protection naturelle.

## Démographie
L'évolution du nombre d'habitants est connue à travers les recensements de la population effectués dans la commune depuis 1793. Pour les communes de moins de 10 000 habitants, une enquête de recensement portant sur toute la population est réalisée tous les cinq ans, les populations de référence des années intermédiaires étant quant à elles estimées par interpolation ou extrapolation. Pour la commune, le premier recensement exhaustif entrant dans le cadre du nouveau dispositif a été réalisé en 2006.
En 2022, la commune comptait 1 964 habitants, en évolution de −4,89 % par rapport à 2016 (Sarthe : −0,25 %, France hors Mayotte : +2,11 %).
| 1793 | 1800 | 1806 | 1821 | 1831 | 1836 | 1841 | 1846 | 1851 |
| ---- | ---- | ---- | ---- | ---- | ---- | ---- | ---- | ---- |
| 710  | 760  | 804  | 768  | 842  | 834  | 749  | 666  | 651  |

| 1856 | 1861 | 1866 | 1872 | 1876 | 1881 | 1886 | 1891 | 1896  |
| ---- | ---- | ---- | ---- | ---- | ---- | ---- | ---- | ----- |
| 656  | 690  | 723  | 705  | 740  | 818  | 825  | 888  | 1 015 |

| 1901  | 1906  | 1911  | 1921  | 1926  | 1931  | 1936  | 1946  | 1954  |
| ----- | ----- | ----- | ----- | ----- | ----- | ----- | ----- | ----- |
| 1 122 | 1 238 | 1 264 | 1 223 | 1 325 | 1 599 | 1 678 | 1 688 | 1 696 |

| 1962  | 1968  | 1975  | 1982  | 1990  | 1999  | 2006  | 2011  | 2016  |
| ----- | ----- | ----- | ----- | ----- | ----- | ----- | ----- | ----- |
| 1 754 | 1 792 | 1 769 | 1 700 | 1 640 | 1 669 | 1 973 | 2 080 | 2 065 |

| 2021  | 2022  | - | - | - | - | - | - | - |
| ----- | ----- | - | - | - | - | - | - | - |
| 1 987 | 1 964 | - | - | - | - | - | - | - |

## Économie
- Centre commercial

## Culture locale et patrimoine

### Lieux et monuments
- Église Sainte-Jamme.
- Statue de la Vierge avec inscription « AVE MARIA » au bord de la 38.
- Calvaire.
- Pont Napoléon enjambant la rivière Sarthe
- Musée-cantine des fonderies d'Antoigné et autre patrimoine bâti industriel de ces fonderies.
- Château d'Antoigné, propriété de la famille Merle de La Brugière de Laveaucoupet.

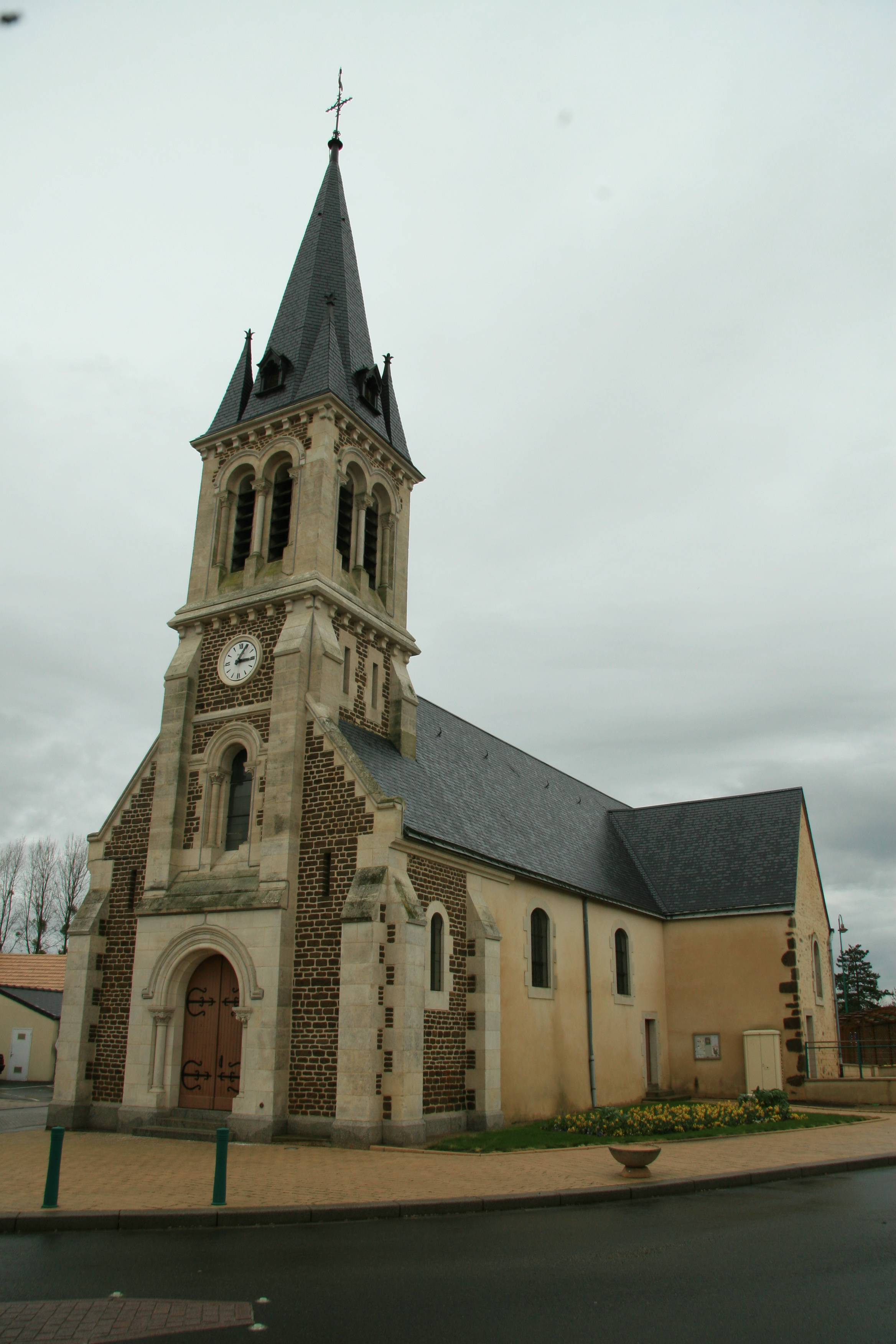
L'église Sainte-Jamme.
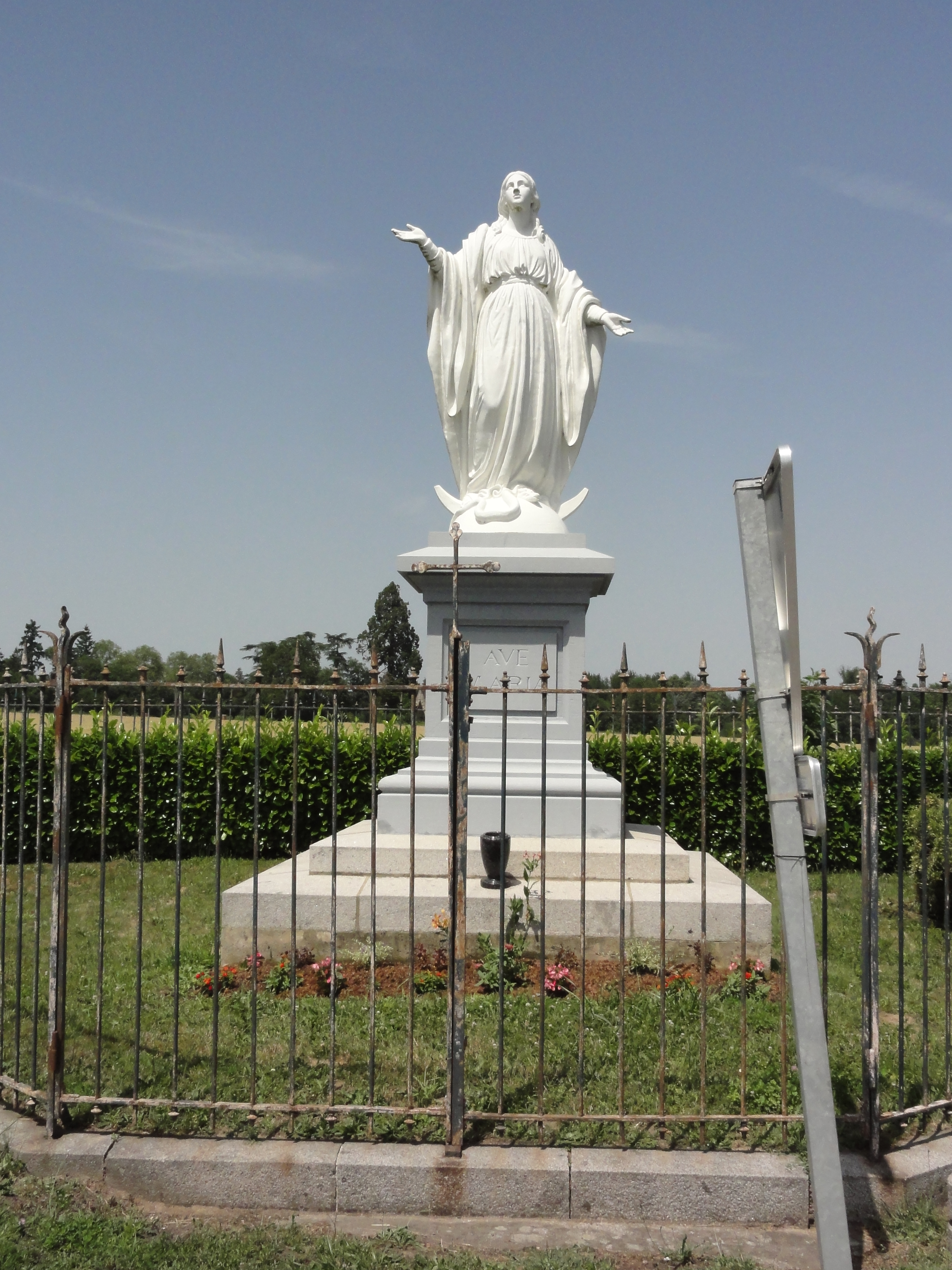
la statue de la Vierge.
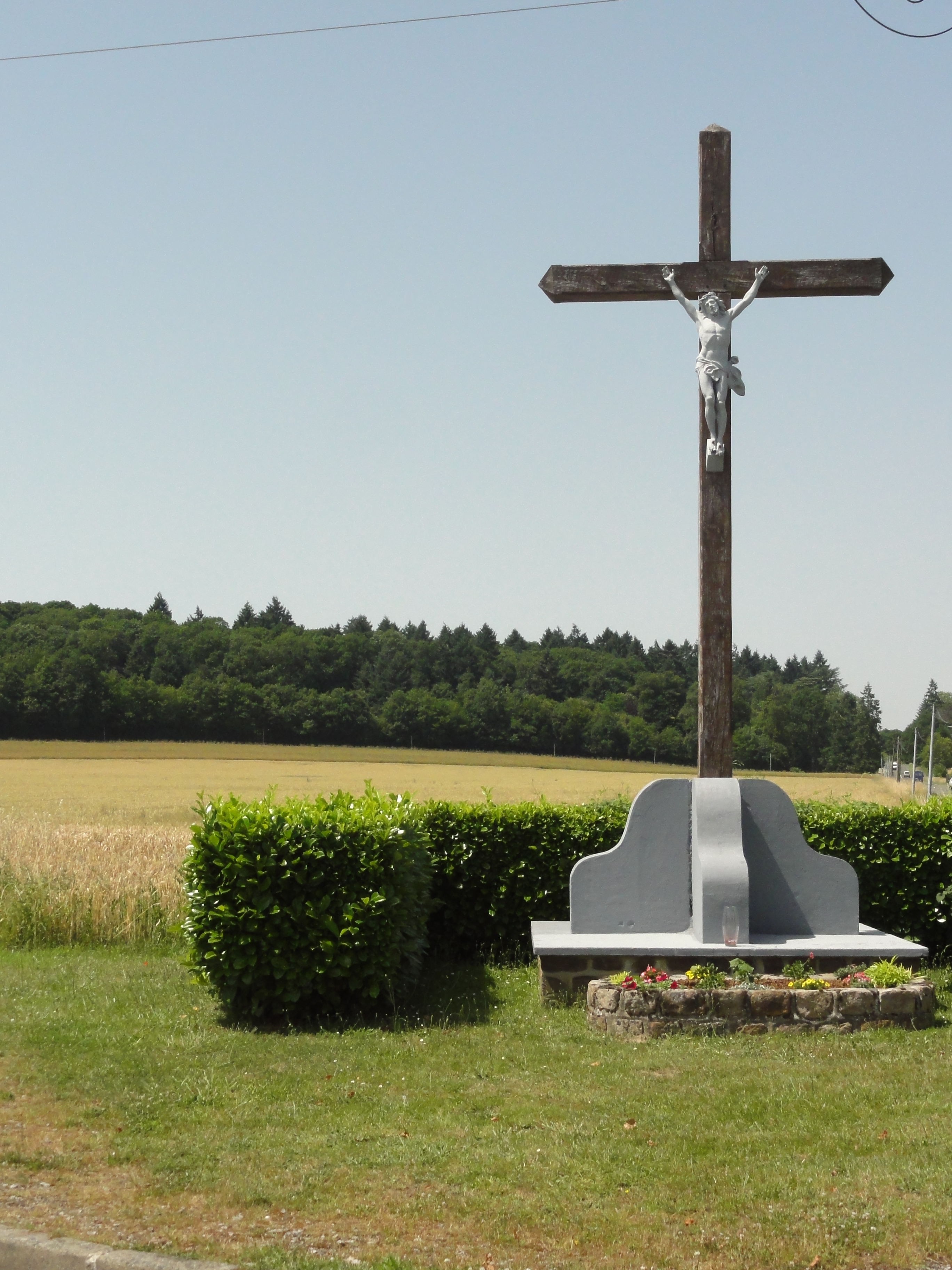

### Personnalités liées à la commune
- Armand Chappée (1835-1922) fondeur-constructeur au Mans, puis propriétaire des Fonderies d'Antoigné.